# Sparta (Illinois)
Sparta is een plaats (city) in de Amerikaanse staat Illinois, en valt bestuurlijk gezien onder Randolph County.

## Demografie
Bij de volkstelling in 2000 werd het aantal inwoners vastgesteld op 4486. In 2006 is het aantal inwoners door het United States Census Bureau geschat op 4354, een daling van 132 (-2,9%).

## Geografie
Volgens het United States Census Bureau beslaat de plaats een oppervlakte van 23,8 km², waarvan 23,4 km² land en 0,4 km² water.

## Plaatsen in de nabije omgeving
De onderstaande figuur toont nabijgelegen plaatsen in een straal van 16 km rond Sparta.